# Nazaré (Coronel Fabriciano)
Nazaré é um bairro do município brasileiro de Coronel Fabriciano, no interior do estado de Minas Gerais. Localiza-se no distrito-sede, estando situado no Setor 1. Segundo o censo demográfico de 2022, realizado pelo Instituto Brasileiro de Geografia e Estatística (IBGE), sua população era de 706 habitantes e havia 295 domicílios particulares permanentes ocupados.
De acordo com o IBGE, em 2010 a população era de 868 habitantes e havia 357 domicílios particulares.
Encontra-se localizado ao lado do Centro e do Morro do Carmo. O bairro foi ocupado de forma desorganizada e passou a ser chamado de Buraco da Nazaré, em referência à proprietária das terras, a moradora Maria Nazareth (1895–1976). Em 1968, o então vereador Cloromiro de Jesus propôs a mudança do nome para "Nazareth", a pedido do filho de Maria, e com o passar do tempo a grafia foi adaptada para "Nazaré".